# Années 540
Les années 540 couvrent la période de 540 à 549.

## Événements
- 535-555 : guerre des Goths. L'empire d'Orient conquiert le royaume ostrogoth en Italie, qui résiste[1].
- 539-540, 544, 545-546, 548, 550, 551 : raids des Huns koutrigours (bulgares) et Sklavènes (slaves) dans les Balkans[2].
- Vers 540-580 : conversion au christianisme des Nobates (543), des Makkorrites et des Alodes, dans la région de Koush, en Nubie, au Sud de l'Égypte alors divisée en trois royaumes : Nobatia, Alodia et Makuria (Dongola)[3].
- 540 : reprise du conflit entre la Perse et les Byzantins ; début de la guerre lazique dans le Caucase (541-562). Après la trêve signée en 545 en Syrie et en Mésopotamie, le conflit se poursuit par intermédiaire des Lakhmides et des Ghassanides[4].
- 541 : début de la première vague de la peste de Justinien. Elle est signalée à Péluse en Égypte et en Palestine en 541, à Constantinople en 542, en Italie, Illyrie, Afrique du Nord, Espagne et Gaule (Arles) en 543, en Irlande en 544-545, puis peut-être au Pays de Galles (547) et en Angleterre (549)[5].

- 542 : guerre des Francs contre les Wisigoths en Espagne. Ils sont repoussés à Saragosse par Theudis[6].
- 542-543 à 577-578[7] : mission de l’évêque monophysite Jean d'Éphèse qui confisque leurs terres aux montagnards païens d’Asie Mineure pour les confier à des moines[8]. Il procède au baptême plus ou moins forcé de 70 000 personnes en Anatolie occidentale[9].
- 543 : fondation de la dynastie Châlukya en Inde (543-755)[10] ; Pulakeshim Ier transfère sa capitale d’Aiholi à Vatapi (Badami).
- 544 : affaire des Trois Chapitres[11].
- 544-548 : grande guerre libyque ; insurrection berbère en Afrique contre Byzance[11] sous le commandement d’Antalas, chef des Frexes[12]. Les Byzantins se rendent impopulaires en exploitant abusivement le pays conquis. Ils sont mal compris par les catholiques d’Afrique qui ont conservé la langue latine et ignorent le grec. Renaissance du donatisme, qui avait perdu beaucoup de son importance.
- 548: mort de l'impératrice Théodora, épouse de l'empereur Justinien[13].
- 548-562 : fondation du monastère du Sinaï[14].
- 549-450 : après que Bélisaire, frustré par manque de renfort et de finances, soit rappelé d'Italie à Byzance, Totila reprend Rome et recommence la conquête de l'Italie[15].

## Personnages significatifs
- Bélisaire
- Bumin
- Cassiodore
- Childebert Ier
- Clotaire Ier
- Gildas le Sage
- Jean de Cappadoce
- Jean d'Éphèse
- Justinien Ier
- Ida de Bernicie
- Thibert Ier
- Théodora (impératrice)
- Totila
- Vitigès